# Tegelvreten
Tegelvreten är en småort i Botkyrka kommun i Stockholms län, belägen i Grödinge socken, öster om Kaggfjärden och på östra sidan av länsväg 225. 
Norr om Tegelvreten rinner Brinkbäcken i en djup ravin. Här finns sedan  år 1993 Brinkbäckens naturreservat och ett Natura 2000-område. Reservatet är cirka 1,7 kilometer långt och omfattar en area av 15 hektar.